# بوبي مارتن (لاعب كرة سلة)
بوبي مارتن (بالإنجليزية: Bobby Martin)‏ (و. 1969  م) هو لاعب كرة سلة أمريكي، ولد في اتلانتيك سيتي، شارك في بطولة أمم الأمريكتين لكرة السلة 1993، مركز لعبه هو لاعب هجوم قوي الجسم.

## روابط خارجية
- بوبي مارتن على موقع الدوري الإسباني لكرة السلة (الإسبانية)
- بوبي مارتن على موقع كرة السلة الأوروبية.كوم (الإنجليزية)
- بوبي مارتن على موقع كلية كرة السلة في سبورتس رفرنس.كوم (الإنجليزية)
- بوبي مارتن على موقع ريلجم (الإنجليزية)
- بوبي مارتن على موقع بروبوليرز (الإنجليزية)
- بوبي مارتن على موقع سبورتس رفرنس (الإنجليزية)